# Сантипішак
Сантипіша́к  (англ. centipawn) — одиниця вимірювання, що використовується в шахах для оцінювання переваги однієї із сторін. Сантипішак дорівнює 1/100 вартості пішака. Ці значення не відіграють жодної ролі у правилах гри, але є корисними у комп'ютерних шахах та для комп'ютерного аналізу позицій.

## Загальна характеристика

### Оцінка вартості фігур
Оскільки фігури зазвичай мають цілі значення вартості в пішаках, визначення переваги, меншої за ціле число, вимагає дробів. Щоб уникнути необхідності використовувати дроби, вартість пішака можна виразити як 100 сантипішаків, або ж 100 сантипішаків дорівнюють одному пішаку — точніше, відповідає середньому значенню вартості пішаків на початку гри, так як фактична вартість пішаків залежить від їхньої позиції
Основним правилом в більшості шахових рушіїв є підсумовування вартості фігур. Кожній фігурі надається певна вартість у сантипішаках. Фігури супротивника мають від'ємні значення. Типовий розподіл вартості фігур:
- пішак — 100 сантипішаків;
- кінь — 285 сантипішаків (прийнято вважати, що кінь дещо гірший від слона, хоча це залежить від позиції);
- слон — 300 сантипішаків;
- тура — 500 сантипішаків;
- ферзь — 900 сантипішаків;
- король — 0 сантипішаків (як фігура, яку не можна втратити).

### Оцінювання сили ходів
В основі підрахунку оцінки шахового ходу лежить математична функція від декількох змінних кожна з яких відповідає за певний бік оцінки шахового ходу. Наприклад, є змінні, що відповідають за різницю матеріалу (якість, тощо). Є змінні, що відповідають за позицію фігур. Наприклад, подвоєні пішаки, ізольований пішак чи прохідний, пішак в центрі чи на краю дошки. Інші змінні відповідають за можливі ходи фігур і визначають їх мобільність. Чим більше можливих ходів у всіх фігур, тим вищою є оцінка мобільності, яка впливає і на загальну оцінку позиції. Після кожного ходу значення змінних переобчислюється і функція видає оновлену оцінку.
Рахунок у сантипішаках визначається з точки зору білих. Якщо оцінка становить +50 сантипішаків, білі мають перевагу у півпішака. Якщо рахунок від'ємний, позиція краща для чорних. Наприклад, якщо хід втрачає 100 сантипішаків, рахунок еквівалентний втраті гравцем пішака. Однак це не означає, що гравець фактично втратив пішака — у цьому випадку гірша позиція або втрата місця має таку ж цінність, як і віддача пішака.
Шахове програмне забезпечення часто використовує сантипішаки як одиницю вимірювання того, наскільки сильна позиція кожного гравця, а отже, також наскільки один гравець виграє в іншого, і наскільки сильним є можливий хід.
Сантипішаки часто використовуються для порівняння можливих ходів, і в даній позиції шахове програмне забезпечення часто оцінює кращий з двох ходів у межах різниці у декілька сантипішаків один від одного.
Термін «середній програш у сантипішаках» (англ. average centipawn loss, ACPL) відображає, скільки «цінності» гравець втрачає, роблячи неправильні ходи під час шахової партії. Для супергросмейстерів середній програш становить від 20 до 10 сантипішаків. Наприклад, на чемпіонаті світу з шахів 2018 року проти гросмейстера Фабіано Каруани гросмейстер Магнус Карлсен зумів набрати в середньому однозначне число протягом 12 класичних партій. Чим нижчий показник ACPL у гравця, тим досконаліше він грав (принаймні, з точки зору системи оцінювання гри).
Мат оцінюється зазвичай як 300 пішаків. Позиція, у якій уже відома мінімальна кількість x ходів до мата — у (300-0,01x) пішаків. Наприклад, оцінка +299,85 означає, що білі ставлять мат за 15 ходів. При цьому програма шахового рушія оперує оцінками у сантипішаках.

## Недоліки оцінювання у сантипішаках
Оскільки єдина мета гри — поставити мат королю суперника, одних лише сантипішаків може бути недостатньо для опису конкретної ситуації. Крім того, у деяких дебютах жертвується пішак, щоб виграти темп, і перевага в темпі може бути важливішою, ніж різниця в сантипішаках між двома гравцями. Як застерігає міжнародний майстер Едвард Ласкер (двоюрідний брат колишнього чемпіона світу з шахів Емануїла Ласкера): «Важко порівнювати відносну цінність різних фігур, оскільки так багато залежить від особливостей позиції».
Крім того, нейронномережеві рушії, такі як AlphaZero, не використовують оцінку позиції за методом сантипішаків. Вони обчислюють ймовірність виграшу з позиції, використовуючи шкалу від 100 відсотків (певний виграш) до 0 відсотків (певний програш).